# Коризна, Николай
Николай Корызна (пол. Mikołaj Koryzna; ум. 3 ноября 1598) — религиозный деятель Великого княжества Литовского, первый референдарий великий духовный литовский (занимал должность в 1586—1598 годах). Секретарь Его Королевского Величества, с 1569 года каноник виленский. Представитель рода Корызна собственного герба.